# Bernard Ringeissen
Bernard Ringeissen (ur. 15 maja 1934 w Paryżu, zm. w 4 kwietnia 2025 w Gisors) – francuski pianista, laureat i juror wielu konkursów muzycznych.

## Życiorys

### Młodość i wykształcenie
Grać na fortepianie zaczął w wieku siedmiu lat. W latach 1947–1951 studiował w Konserwatorium Paryskim (dyplom z wyróżnieniem). Później wziął udział w kilku konkursach pianistycznych:
- Międzynarodowy Konkurs Pianistyczny im. Alfreda Casellego w Neapolu (1954) – II nagroda (ex aequo z Sergio Scopellitim)[4]
- Międzynarodowy Konkurs Muzyczny w Genewie (1954) – I nagroda[5]
- V Międzynarodowy Konkurs Pianistyczny im. Fryderyka Chopina (1955) – IV nagroda[6]
- Międzynarodowy Konkurs im. Marguerite Long i Jacques’a Thibaud (1955) – II nagroda (ex aequo z Dmitrijem Baszkirowem, pierwszej nagrody nie przyznano)[4]
- Międzynarodowy Konkurs Pianistyczny w Rio de Janeiro (1962) – I nagroda[5]

### Kariera pianistyczna
Dzięki sukcesom konkursowym rozpoczęła się jego międzynarodowa kariera. Odbył trasę koncertową po Ameryce Północnej i Południowej, gdzie w ciągu pół roku dał ponad sto koncertów. Oprócz kariery pianistycznej był też jurorem wielu konkursów muzycznych. Uczestniczył w pracach jury konkursów w Paryżu, Monachium, Belgradzie, Zwickau, Lizbonie, Lipsku (Międzynarodowy Konkurs Bachowski w Lipsku) oraz sześciokrotnie w Konkursach Chopinowskich (1975, 1985, 1990, 1995, 2000 i 2005).
W jego repertuarze znajdowały się utwory m.in. Ludwiga van Beethovena, Johannesa Brahmsa, Roberta Schumanna, Aleksandra Skriabina, Siergieja Prokofiewa, Wolfganga Amadeusa Mozarta, Ferenca Liszta, Camille'a Saint-Saënsa, Siergieja Rachmaninowa, Piotra Czajkowskiego i Maurice’a Ravela. Był autorem licznych nagrań dla wielu wytwórni muzycznych.